# La Marche (Frankrijk)
La Marche is een gemeente in het Franse departement Nièvre (regio Bourgogne-Franche-Comté) en telt 588 inwoners (2009). De plaats maakt deel uit van het arrondissement Cosne-Cours-sur-Loire.

## Geografie
De oppervlakte van La Marche bedraagt 10,9 km², de bevolkingsdichtheid is 54,1 inwoners per km².
De onderstaande kaart toont de ligging van La Marche (Frankrijk) met de belangrijkste infrastructuur en aangrenzende gemeenten.

## Demografie
Onderstaande figuur toont het verloop van het inwonertal (bron: INSEE-tellingen).